# Villogorgia intricata
Villogorgia intricata is een zachte koraalsoort uit de familie Plexauridae. De koraalsoort komt uit het geslacht Villogorgia. Villogorgia intricata werd in 1870 voor het eerst wetenschappelijk beschreven door Gray. 